# František Viktor Podolay
František Viktor Podolay (27. května 1905 Slopná – 13. února 1958 Bratislava) byl slovenský akademický malíř a grafik.

## Život
František V. Podolay se narodil v učitelské rodině. Jeho otcem byl Jozef Viktor Podolay, matkou Mária rozená Thurzo.
Touha malovat se u něj projevila už během studií na měšťanské škole v Bánovcích nad Bebravou, kde jeho výtvarné vlohy podporoval profesor Hlaváč; jeho zásluhou se začal intenzívněji zajímat o malířství. Půl roku (1921) navštěvoval ateliér akademického malíře Františka Foltýna v Bánovcích nad Bebravou, kde si předsevzal stát se malířem. Nejprve ale získal tovaryšský list u malíře pokojů Bohumila Homolce.
V roce 1930 se přihlásil na Akademii výtvarných umění v Budapešti (Országos Magyar Királyi Képzőművészeti Főiskola).
V roce 1935 se stal členem Umělecké besedy slovenské, s kterou potom vystavoval pravidelně až do jejího zániku. V roce 1944, když při bombardování Bratislavy zasáhla bomba jeho ateliér, zanikla velká část jeho starší tvorby. Po osvobození se stal členem spolku S. V. U. Bohúň a po únoru 1948 členem SSVU.
Oženil se s Margitou rozenou Zandtovou, s níž měl dceru Veroniku Máriu a syna Pavola Viktora.
Zemřel nečekaně 13. února 1958 jako 53letý, kdy dík svým tvořivým a organizačním vlastnostem mohl vytvořit ještě nejedno hodnotné dílo.

## Tvorba
Podolay vstoupil do slovenského výtvarného života začátkem třicátých let. Podolayova tvorba navzdory tomu, že začal poměrně pozdě, je velmi bohatá a různorodá. Zhruba ji možno rozdělit na komorní malbu, monumentálně-dekorativní tvorbu a užitou grafiku. Ve figurální tvorbě navázal na dílo svého profesora Rudnayho a v mnohých obrazech nacházíme i vliv Štefana Straku (Staří hospodáři, Vesničtí politici a jiné). V komorní malbě se věnoval figurálnímu malířství a krajinomalbě. Samostatnou kapitolu v jeho tvorbě tvoří užitá grafika. V roce 1942 vedl reklamní podnik Styl. Tento podnik fungoval i po válce a když se vytvořil po roku 1948 reklamní podnik TVAR (teď DÍLO), byl taky pověřen jeho vedením.

## Výstavy
- 1925 uspořádal první výstavu svých obrazů a kreseb
- 1928 uspořádal samostatnou výstavu v Živnostenském domě v Nitře
- 1930 samostatná výstava v Nitře
- 1931 samostatná výstava v Trenčianských Teplicích a v Trenčíne
- 1932 samostatná výstava v Nitře a spolu se sochařem J. Bártfayem v Trnavě
- 1933 účast na výstavě absolventů Akadémie v Budapešti, výstava s Ľ. Slamkom, E. Massányim a J. Bártfayom v Nitře
- 1934 samostatná výstava v Olomouci a v Trenčianských Teplicích
- 1935 samostatná výstava v Ilavě
- 1936 samostatná výstava v Rimavské Sobotě, samostatná výstava v Žilině, samostatná výstava v Trenčianských Teplicích
- 1937 samostatná výstava v Trenčianských Teplicích
- 1940 samostatná výstava v Michalovcích, v Trenčianských Teplicích a v Bratislavě
- 1941 vystavuje spolu s Moussonem v Michalovcích, účast na výstavě SSVU v Bratislavě a na výstavě slovenských umělců v Piešťanech
- 1943 samostatná výstava v Zimné záhradě Slovenského múzea v Bratislavě, v Trenčianských Teplicích a v Dome umenia v Bratislavě
- 1944 samostatná výstava v Trenčianských Teplicích
- 1946 výstava Slovensko v malířském umění v bratislavské Redutě
- 1947 účast na výstavě spolku S. V. U. Bohúň v Hodoníně
- 1950 účast na V. celoslovenské výstavě v Bratislavě
- 1954 účast na XIII. celoslovenské výstavě v Bratislavě
- 1955 účast na výstavě Umenie 19.–20. storočia v SNG
- 1968 posmrtná výstava v Nitrianské galérii v Nitre